# 데이터베이스 설계
소프트웨어 개발 공정에서 데이터베이스 설계(database design)는 데이터베이스의 상세한 자료 모형을 만드는 과정이다. 데이터베이스 설계의 산출물인 물리 자료 모형은, 논리 설계상의 결정과 물리 설계상의 결정, 및 물리적인 기억장치로 설정하는 파라미터군을 모두 포함한다.
물리 자료 모형로 기술되는 물리적인 기억장치로 설정하는 파라미터군에 대해서는 자료 정의 언어 (DDL)를 사용해 기술할 때 필요한 파라미터군만을 결정한다.
자료 정의 언어(DDL)로 기술된 내용은 데이터베이스를 구축하기 위해서 사용할 수 있다.
충분히 상세하게 기술된 자료 모형은 각각의 실체마다 속성군을 상세하게 규정한다.

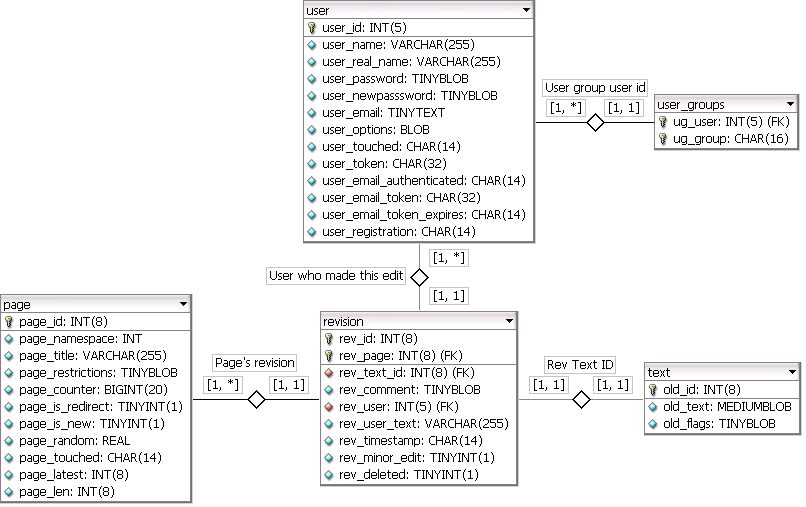
위키시스템을 실체 관련도(ER도)로 기술한 예 (MediaWiki의 데이터베이스 스키마의 일부)

데이터베이스 설계라는 용어에는 다소 애매함이 있다.
데이터베이스 시스템 전체의 설계 가운데, 몇 개의 다른 구성요소에 대해 같은 용어가 사용되고 있다.
정확하게는 데이터를 저장하기 위해서 사용되는 기본 데이터 구조군의 논리적인 설계를 의미하는 것으로 생각되고 있다.
관계 데이터베이스(RDB)를 사용하는 관계 모형에서 데이터베이스 설계는 기저 관계(릴레이션, 테이블)의 집합과 도출 관계 (뷰)의 집합을 말한다.
한편, 데이터베이스 설계라는 용어는 설계 공정 전체에 대해서 적용되기도 한다.
그 경우에는 기본 데이터 구조뿐만 아니라 데이터베이스 관리 시스템(DBMS)에 대해 데이터베이스와 상호작용 하는 애플리케이션 소프트웨어 전체의 일부분으로서 사용되는 유저 인터페이스나 데이터 조작(데이터 질의 포함)도 데이터베이스 설계의 대상으로 포함된다.

## 같이 보기
- 데이터베이스 정규화
- 관계형 데이터베이스
- 관계 모형